# Arlington Downs
El Arlington Downs era una pista de carreras de caballos ubicada cerca de Tarrant, Condado de Tarrant, en Texas al sur de los Estados Unidos. La instalación de $ 3 millones, 1¼ millas con una tribuna de 6.000 asientos, fue inaugurada el 1 de noviembre de 1929, en la tierra poseída por el magnate del petróleo y el ganado William T. Waggoner, que se encuentra a medio camino entre Dallas y Fort Worth. Waggoner construyó la pista con la esperanza de que las apuestas Parimutuel, ilegales en el momento de la apertura de la pista, se fueran legalizadas y con eso hacer que la pista fuese un éxito. Waggoner y su hijos Guy (1883-1950) y Paul (1889-1967) presionaron agresivamente a la legislatura de Texas haciendo campaña para las apuestas parimutual en la pista.
El circuito se utilizó para rodeos y otros eventos hasta 1958, cuando fueron demolidos los edificios. En 1978 un hito histórico de Texas se colocó en el sitio. 